# Super Rugby AU 2021
Super Rugby AU 2021 war die letzte von zwei Austragungen des professionellen Rugby-Union-Wettbewerbs Super Rugby AU. Sie fand von Februar bis Mai 2021 in Australien statt und ersetzte die Saison 2021 der internationalen Meisterschaft Super Rugby, die wegen der weiterhin andauernden COVID-19-Pandemie nicht durchgeführt werden konnte. Teilnehmer waren die vier australischen Super-Rugby-Franchises und das ehemalige Super-Rugby-Franchise Western Force.

## Ereignisse
Wie schon die Saison 2020 konnte auch die Saison 2021 von Super Rugby nicht ordnungsgemäß durchgeführt werden, weshalb der Verband Rugby Australia einen auf Australien beschränkten Ersatzwettbewerb durchführte. Der von der australischen Elektronikhandelskette Harvey Norman gesponserte Wettbewerb begann am 19. Februar 2021 und umfasste zehn Runden bis zum 24. April. Hinzu kamen das Halbfinale am 1. Mai und das Finale am 8. Mai, in dem sich die Queensland Reds mit 19:16 gegen die Brumbies durchsetzten und den Titel errangen.
Dieser Wettbewerb fand parallel zu Super Rugby Aotearoa 2021 in Neuseeland statt. Im Anschluss folgte der länderübergreifende Wettbewerb Super Rugby Trans-Tasman.

## Modus
Die fünf teilnehmenden Teams spielten je einmal zuhause und auswärts gegeneinander, hinzu kamen zwei spielfreie Runden. Das nach zehn Runden bestplatzierte Team zog direkt ins Finale ein, während die Teams auf dem zweiten und dritten Platz ein Halbfinale um den Finaleinzug austrugen. Der Sieger des Finales wurde mit dem Titel ausgezeichnet. Die Tabellenpunkte in der Wertung von Super Rugby AU wurden wie folgt vergeben:
- 4 Punkte für einen Sieg
- 2 Punkte für ein Unentschieden
- 1 Bonuspunkt für eine Niederlage in einem Spiel mit sieben Punkten oder weniger
- 1 Bonuspunkt für das Erzielen von drei Versuchen mehr als der Gegner

## Ergebnisse

### Tabelle
|    | Team             | Spiele | Siege | Unent. | Ndlg. | Spiel- punkte | Diff. | Bonus- punkte | Tabellen- punkte |
| -- | ---------------- | ------ | ----- | ------ | ----- | ------------- | ----- | ------------- | ---------------- |
| 1. | Queensland Reds  | 8      | 7     | 0      | 1     | 271:170       | + 101 | 5             | 33               |
| 2. | Brumbies         | 8      | 6     | 0      | 2     | 267:165       | + 102 | 5             | 29               |
| 3. | Western Force    | 8      | 4     | 0      | 4     | 148:193       | − 45  | 2             | 18               |
| 4. | Melbourne Rebels | 8      | 3     | 0      | 5     | 178:182       | − 4   | 4             | 16               |
| 5. | NSW Waratahs     | 8      | 0     | 0      | 8     | 138:292       | − 154 | 3             | 3                |

### Halbfinale
| 1. Mai 2021 19:45 AEST | Brumbies | 21 : 9         | Western Force                           | Canberra Stadium, Canberra Zuschauer: 8996 Schiedsrichter: Nic Berry |
| 1. Mai 2021 19:45 AEST | Versuche: Wright 36. erh. Banks 40.+2 n.erh. Erhöhungen: Lolesio (1/2) Straftritte: Lolesio (1/1) 61. Lonergan (2/2) 73., 78. | (12:3) Bericht | Straftritte: Miotti (3/3) 35., 46., 69. | Canberra Stadium, Canberra Zuschauer: 8996 Schiedsrichter: Nic Berry |

### Finale
| 8. Mai 2021 19:45 AEST | Brumbies                                                                                               | 19 : 16        | Queensland Reds                                                                           | Suncorp Stadium, Brisbane Zuschauer: 41.637 Schiedsrichter: Nic Berry |
| 8. Mai 2021 19:45 AEST | Versuche: O’Connor 80.+5 erh. Erhöhungen: O’Connor (1/1) Straftritte: O’Connor (4/5) 3., 30., 51., 64. | (6:13) Bericht | Versuche: Banks 13. erh. Erhöhungen: Banks (1/1) Straftritte: Lolesio (3/3) 32., 40., 71. | Suncorp Stadium, Brisbane Zuschauer: 41.637 Schiedsrichter: Nic Berry |